# Niamey
Niamey er hovedstad og den største by i Niger, beliggende ved floden Niger. Den havde et indbyggertal på 1.302.910 ved folketællingen 2011.

## Geografi
Niamey dækker et område på omkring 240 km². Storbyområdet ligger på to plateauer som er delt af Nigerfloden.
Klimaet er varmt steppeklima med forventet nedbør på mellem 500 mm og 750 mm om året. Højeste middeltemperatur er på mere end 38 grader i fire af årets måneder og i ingen måneder falder højeste middeltemperatur under 32 grader.

## Eksterne kilder og henvisninger
1. ↑  Annuaire statistique du Niger

- Wikimedia Commons har flere filer relateret til Niamey